# Junonia oenone
Junonia oenone là một loài bướm ngày thuộc Họ Bướm giáp bản địa Phi Châu. Nó được gọi là Blue Pansy ở phía nam Phi Châu, tuy nhiên tên gọi Blue Pansy được sử dụng ở Ấn Độ để mô tả Junonia orithya, và tên gọi Dark Blue Pansy có thể được sử dụng để phân biệt Junonia oenone.
Sải cánh dài 40–52 mm.

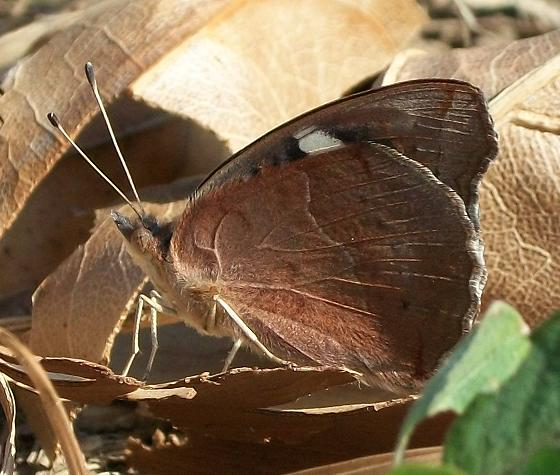
Hình chụp bên khi cánh gập

Ấu trùng ăn các loài Adhatoda densiflora, Mackaya bella, Justicia natalensis, và Asystasia (Asystasia gangetica), Isoglossa, Pualowilhelmia, và Ruella.

## Phụ loài
- Junonia oenone oenone từ Phi Châu lục địa.[4]
- J. o. epiclelia Boisduval, 1833 từ Madagascar, Aldabra, Astove, Assumption và đảo Cosmoledo.[4]